# Liste von Söhnen und Töchtern der Stadt Nova Friburgo
Die Liste von Söhnen und Töchtern der Stadt Nova Friburgo zählt Personen auf, die in der Gemeinde Nova Friburgo im brasilianischen Bundesstaat Rio de Janeiro geboren wurden. Sie werden in Brasilien friburguenses genannt, im Deutschen auch Neufreiburger. Die Liste erhebt keinen Anspruch auf Vollständigkeit.

## 19. Jahrhundert
- Agenor Lafayette de Roure (1870–1935), Journalist und Politiker, 1930 Finanzminister
- Guilherme Edelberto Hermsdorff (1889–?), landwirtschaftlicher Unternehmer, Veterinär und Politiker, 1934 Landwirtschaftsminister
- Alberto da Veiga Guignard (1896–1962), Maler

## 20. Jahrhundert
- Amâncio Mário de Azevedo (1904–1979), Politiker
- José Thurler (1913–1992), Bischof
- Clóvis Bornay (1916–2005), Museologe, Aktivist des Karnevals
- Og Moreira (1917–1985), Fußballspieler
- Maurício Rangel Reis (1922–1986), Politiker, 1974–1979 Innenminister
- José Eugênio Müller (1924–1973), Kommunalpolitiker
- Anélio Latini Filho (1926–1986), Maler und Zeichner, Pionier des Zeichentrickfilms in Brasilien
- Lygia Pape (1927–2004), Künstlerin
- Flávio Pinho (Florindo, * 1929), Fußballspieler
- Roberto Farias (* 1932), Fernseh- und Filmregisseur
- Larry Pinto de Faria (* 1932), Fußballspieler
- Léa Maria Fonseca da Costa (1937–2000), afrobrasilianische Priesterin
- Reginaldo Faria (* 1937), Schauspieler und Regisseur
- Edmo Zarife (1940–1999), Radiomoderator
- Benito di Paula (* 1941), Sänger
- Ísis de Oliveira (* 1949), Schauspielerin
- Ivanir Calado (* 1953), Schriftsteller
- Luiz Eduardo Soares (* 1954), Politologe, Schriftsteller und Politiker
- Olney Botelho (* 1960), Unternehmer und Politiker
- Maurício Farias (* 1960), Regisseur
- Rogério Cabral (* 1962), Politiker
- Jairo Nicolau (* 1964), Politikwissenschaftler und Hochschullehrer
- Luma de Oliveira (* 1967), Model
- David Rangel (* 1970), Radiomoderator
- Gustavo Nery (* 1977), Fußballspieler
- Ilona Szabó de Carvalho (* 1978), Politikwissenschaftlerin
- Felipe Tigrão (* 1979), Fußballspieler
- Glauber Braga (* 1982), Politiker
- Edson Barboza (* 1986), Mixed-Martial-Arts-Kampfsportler
- Vitor Martins (* 1991), Schriftsteller
- Maya Harrisson (* 1992), Skirennläuferin
- Douglas Tardin (* 1992), Fußballspieler
- Aimée Madureira (* 1993), Schauspielerin
- David Lucas (* 1995), Schauspieler

In Nova Friburgo starb 1971 der Maler Arthur Kaufmann, ein Mitbegründer der Düsseldorfer Künstlervereinigung Das Junge Rheinland.